# Christoph Keller (Schriftsteller)
Christoph Keller (* 22. Dezember 1963 in St. Gallen) ist ein Schweizer Schriftsteller.

## Leben
Christoph Keller wuchs in St. Gallen als jüngster Sohn von Ruth Hämmerle-Keller und Alfons Keller auf. Wie  bei seinen beiden älteren Brüdern wurde 1978 auch bei ihm spinale Muskelatrophie (SMA Typ III), eine unheilbare, progressive neuromuskuläre Erkrankung diagnostiziert. Diese führte dazu, dass er heute auf die Benutzung eines Rollstuhls angewiesen ist. Von 1984 bis 1991 studierte er Slawistik und Amerikanistik an den Universitäten in Genf und Konstanz; er schloss dieses Studium mit dem Magistergrad ab. 1998 bis 2018 verbrachte er hauptsächlich in New York, wo er auch auf Englisch zu schreiben und publizieren begann. Seit seinem Erinnerungsroman Der beste Tänzer (2003) erscheinen seine Bücher immer wieder mit seinen Fotografien. Keller, der mit der US-amerikanischen Lyrikerin Jan Heller Levi verheiratet ist, lebt heute als freier Schriftsteller in St. Gallen.
Christoph Keller ist Verfasser von Romanen, Erzählungen und Theaterstücken, arbeitet als Herausgeber (u. a. russischer Erzählungen und Werken der amerikanischen Essayistin, Lyrikerin und Aktivistin June Jordan, 1936–2002). Er ist gleichermassen von der amerikanischen wie russischen Literatur beeinflusst; in seinen Werken, die häufig zum Absurden, Skurrilen und Satirischen tendieren, macht der Autor dabei auf spielerische Weise Gebrauch von der Technik der Variation.
Zusammen mit dem Schweizer Schriftsteller Heinrich Kuhn veröffentlicht er Romane und Kurzprosa unter dem Namen Keller+Kuhn.
Christoph Keller ist Mitglied der Gruppe Autorinnen und Autoren der Schweiz und des Deutschschweizer PEN-Zentrums.

## Auszeichnungen
- 1988, 1998 Förderpreis der Stadt Sankt Gallen
- 1988 Einladung zum Ingeborg-Bachmann-Wettbewerb
- 1989 Förderpreis Literatur der Stadt Konstanz
- 1989 Werkbeitrag Pro Helvetia
- 1990–1991 Writer-in-residence Stadttheater St. Gallen
- 1992 Kurt-Adler-Preis
- 1994 Preis der Internationalen Bodenseekonferenz
- 1996 Werkbeitrag Pro Helvetia
- 2004 Werkwoche Theater Kosmos Bregenz
- 2004 Schillerpreis der Zürcher Kantonalbank
- 2005 Werkbeitrag Pro Helvetia
- 2006 Puchheimer Leserpreis
- 2018 Werkbeitrag Pro Helvetia
- 2020 Alemannischer Literaturpreis für den Roman Der Boden unter den Füßen

## Werke

### Originalausgaben
- Gulp. Eine Karriere. Benziger, Zürich 1988, ISBN 3-545-36458-5; Überarbeitete Neuausgabe: Gulp, Roman. Fischer Taschenbuch, Frankfurt am Main 1996, ISBN 3-596-13440-4.
- Wie ist das Wetter in Boulder? Eine amerikanische Erzählung. Fischer Taschenbuch, Frankfurt am Main 1991, ISBN 978-3-596-22369-5.
- Kalter Frieden. Komödie in vier Akten, mit Christian Hulfeld, Teaterverlag Elgg, 1998, erschien zuvor bereits in: „Theater Theater“. Anthologie, aktuelle Stücke. Band 2, Fischer Taschenbuch 11178, Frankfurt am Main 1992, ISBN 3-596-11178-1.
- Der Sitzgott. Stuhlvariationen. Monolog. Isele, Eggingen 1994
- Unterm Strich, mit Heinrich Kuhn. Econ, Düsseldorf/Wien 1994
- Ich hätte das Land gern flach. Roman. S. Fischer, Frankfurt am Main 1996
- Die blauen Wunder. Faxroman, mit Heinrich Kuhn. Reclam, Leipzig 1997
- Herumstreunende Bären unter dem Höllenhimmel. Aufsätze zur neueren russischen Literatur. Isele, Eggingen 1997
- Im Zustand der Fuge. Eine Erzählung. Sabon, St. Gallen 2000
- Der beste Tänzer. Erinnerungsroman, S. Fischer, Frankfurt am Main 2003
- A few familiar things / Einige vertraute Dinge. Remise, Winterthur 2003
- Der Stand der letzten Dinge. Roman, mit Heinrich Kuhn. Limmat Verlag, Zürich 2008, ISBN 978-3-85791-547-5.
- A Meaningful Life with Bucket I-VIII, Kurzprosa, Englisch, mit acht Fotografien des Autors, Birutjatio Press, Sanitiketan, West Bengal, India 2015, ISBN 978-81-930797-0-6.
- Alles Übrige ergibt sich von selbst. Maag&Minetti-Geschichten, mit Heinrich Kuhn, mit Zeichnungen von Beni Bischof, Edition Literatur Ostschweiz, St. Gallen 2015, ISBN 3-7291-1148-5. ISBN 978-3-7291-1148-6
- Das Steinauge & Galàpagos, ein Roman und sechs Erzählungen, mit sechs Fotografien des Autors, Edition Isele, Eggingen 2016, ISBN 3-7322-3099-6, ISBN 978-3-7322-3099-0.
- A Worrisome State of Bliss and other Manhattan Metamorphoses, Erzählungen, Englisch, mit sechs Fotografien des Autors, Birutjatio Press, Sanitiketan, West Bengal, India 2016, ISBN 978-81-930797-4-4.
- A Meaningful Life 2.0 with Primal Matter I-IX, Kurzprosa, Englisch, mit neun Fotografien des Autors, Birutjatio Press, Sanitiketan, West Bengal, India 2018, ISBN 978-81-930797-9-9.
- Der Boden unter den Füßen. Eine Fantasie (Roman). Limmat Verlag, Zürich 2019, ISBN 978-3-85791-880-3.
- America the Beautiful & Other Indictments: A Meaningful Life 3.0, Kurzprosa, Englisch, A Reprobate/GobQ Book, Portland, OR, USA 2020, ISBN 978-1-64764-361-4. (Online)
- Sound Seekers: File Under Jazz. A Meaningful Life 3.1, Kurzprosa, Englisch, A Reprobate/GobQ Book, Portland, OR, USA 2020, ISBN 978-1-64764-391-1. (Online)
- Jeder Krüppel ein Superheld. Splitter aus dem Leben in der Exklusion. Limmat Verlag, Zürich 2020, ISBN 978-3-03926-003-4. (Online)

### Theater-Aufführungen
- Kalter Frieden, Uraufführung Stadttheater St. Gallen 1991.
- Der Sitzgott, Hinterbühne, Festspiel- und Kongreßhaus Bregenz 1998.
- Ballerina, Hinterbühne, Bregenz 2003.
- Die Stiftung, Saarländisches Staatstheater, Saarbrücken 2004.

### Hörspiele
- Ein kostbares Geschenk, DRS, ca. 1995
- Herbstblätter, DRS 2, 1998

### Als Herausgeber und Übersetzer
- Moskau erzählt. 22 Erzählungen. Fischer Taschenbuch, Frankfurt am Main 1993, ISBN 3-596-11659-7.
- Petersburg erzählt. 22 Erzählungen. Fischer Taschenbuch, Frankfurt am Main 1999, ISBN 3-596-13236-3.
- We’re On: A June Jordan Reader, Englisch, Hrsg., mit Jan Heller Levi, mit einer Einführung von Rachel Eliza Griffiths, Alice James Books, Farmington 2017, ISBN 1-938584-35-X, ISBN 978-1-938584-35-0.
- Hip Hops: Poems about Beer, Anthologie (Hrsg.), in englischer Sprache, Everyman’s Library/A.A. Knopf, New York, 2018, ISBN 1-101-90791-6, ISBN 978-1-101-90791-7.
- Russian Stories, Anthologie (Hrsg.), in englischer Sprache, Everyman’s Library/A.A. Knopf, New York, 2019, ISBN 0-525-65603-0, ISBN 978-0-525-65603-6.
- Essential June Jordan, Anthologie, Hrsg., mit Jan Heller Levi, mit einer Einführung von Jericho Brown, Copper Canyon Press, Port Townsend, WA, USA 2021.

Als Photograph
- Eye Catcher, 2006 (Ausstellung und Katalog, Galerie art101, New York).
- Lascaux on 22nd Street, 2008 (Ausstellung und Katalog, Galerie art101, New York).
- Be Kind, 2011 (Ausstellung Syracuse University, Syracuse, NY, USA)